# Titanoeca sibirica
Espèce
Titanoeca sibirica est une espèce d'araignées aranéomorphes de la famille des Titanoecidae.

## Distribution
Cette espèce est endémique de Russie.

## Description
Le mâle décrit par Holm en 1973 mesure 6,75 mm et la femelle 6,05 mm.

## Systématique et taxinomie
Cette espèce a été décrite par L. Koch en 1879.

## Étymologie
Son nom d'espèce lui a été donné en référence au lieu de sa découverte, la Sibérie.

## Publication originale
- L. Koch, 1879 : « Arachniden aus Sibirien und Novaja Semlja, eingesammelt von der schwedischen Expedition im Jahre 1875. » Kongliga Svenska Vetenskaps Academiens nya Handlingar, vol. 16, no 5, p. 1-136.